# Energiecrisis (2021-2023)

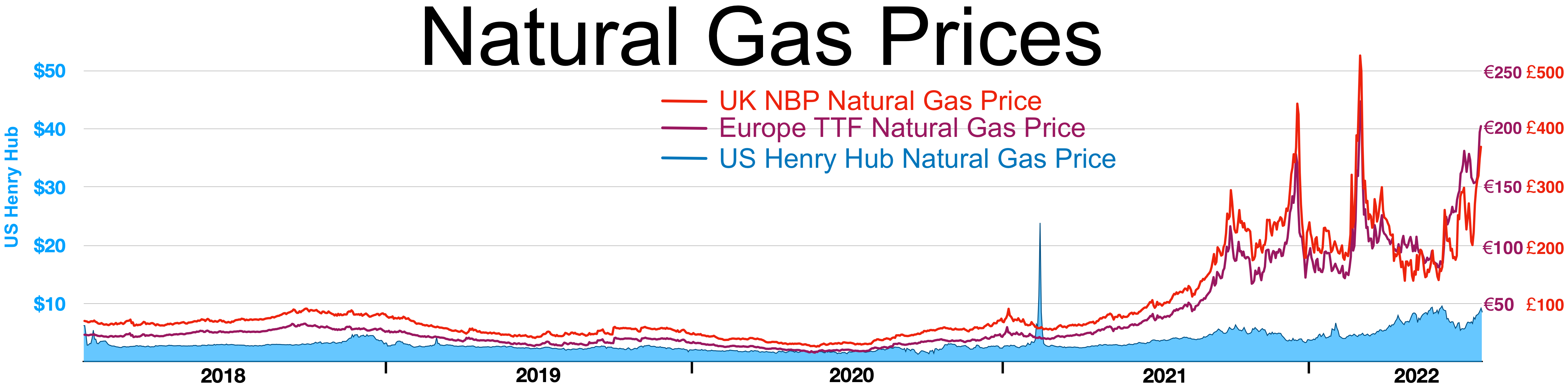
NBP-gasprijzen (VK)
TTF-gasprijzen (Europa)
Henry Hub-gasprijzen (VS)

De wereldwijde energiecrisis van 2021-2023 is de meest recente in een reeks van energietekorten sinds de jaren 70 van de 20e eeuw. De crisis trof onder meer de economieën van de Europese Unie, het Verenigd Koninkrijk en China.

## Oorzaken

### Economisch herstel na de pandemie
De coronapandemie in 2019-2020 veroorzaakte een plotse daling van de energievraag en een overeenkomstige verlaging van de olieproductie, en ondanks de olieprijzenoorlog tussen Rusland en Saoedi-Arabië in 2020 reageerde de OPEC traag op het herstel van de vraag na de pandemie. Dat veroorzaakte een onevenwicht tussen vraag en aanbod, met in 2021-2022 als gevolg een wereldwijde crisis in de bevoorradingsketen, hetgeen de olieleveringen opnieuw onder druk zette. Terwijl de energievraag in 2021 enorm snel herstelde, bleef het aanbod achter door uitgestelde onderhoudswerkzaamheden aan gasvelden, pijpleidingen en elektriciteitscentrales.

### Chinese importbeperking van steenkool
In december 2020 blokkeerde China de invoer van steenkool uit Australië, China's grootste bron van ingevoerde steenkool, na maanden van importbeperkingen.

### Franse nucleaire uitval
Vanaf eind 2021 werden corrosieproblemen vastgesteld bij een aantal Franse kernreactoren. Tegen april 2022 was meer dan de helft van het nucleaire park buiten werking. In plaats van netto exporteur van stroom werd Frankrijk importeur.

### Klimaatfactoren
De droge, hete zomers hadden negatieve gevolgen voor de elektriciteitsproductie in Europa. Noorse waterkrachtcentrales hadden te lijden onder verminderde regenval, Franse kerncentrales onder onvoldoende koelwater en Duitse steenkoolcentrales kenden bevoorradingsproblemen door lage waterstanden op de Rijn.
Omdat Brazilië voor twee derde van zijn elektriciteit afhankelijk is van waterkracht, leidde de ergste droogte in bijna een eeuw tot een storing in de elektriciteitsvoorziening. In het westelijk deel van de Stille Oceaan heeft de invloed van El Niño op het tyfoonseizoen ertoe geleid dat er in het jaar 2020-2021 in heel Zuid-China en Taiwan minder regen is gevallen, wat ook gevolgen had voor de hydro-elektrische energievoorziening in het gebied.
En mogelijk "ongeveer een vijfde van de energieprijsstijging kan worden toegeschreven aan de stijgende CO2-prijzen op de koolstofmarkt van de EU", aldus Europees klimaatcommissaris Frans Timmermans.

### Russisch-Oekraïense oorlog
De Russische militaire opbouw en de daaropvolgende invasie van Oekraïne in februari 2022 hebben ook de energietoevoer van Rusland naar Europa verstoord, waardoor Europese landen noodgedwongen hun bronnen van energie-import gingen diversifiëren. De Russische manipulatie begon in het voorjaar van 2021 doordat Gazprom de winteropslag niet vulde. In het najaar weigerde het bedrijf alle verkopen die de lopende contractuele verplichtingen te boven gingen. In een derde fase, na de invasie, stopte Rusland ook contractuele leveringen aan landen die geen betaling in roebel aanvaardden (Bulgarije, Polen, Finland, Nederland, Denemarken en Letland).
Westerse sancties gericht tegen de Russische energiesector, die waren ingevoerd sinds de Russische annexatie van de Krim in 2014, werden verder aangescherpt na het begin van de Russische inval in Oekraïne. De certificering van de nieuwe Nord Stream 2-pijpleiding werd opgeschort. Rusland reageerde eind juli 2022 en verminderde de gasleveringen aan Duitsland via de strategische Nord Stream 1-pijpleiding tot 40%. In juli werd dit teruggebracht tot 20% en op 2 september geheel tot nul. Op 26 september 2022 werden de pijpleidingen van Nord Stream 1 en 2 opgeblazen.

## Gevolgen

### Industrie
Industriesectoren die veel energie vergen, zoals de productie- en textielindustrie, hoogovens, smelterijen en meststoffen, worden geconfronteerd met een onderbreking van de activiteiten, een stopzetting, of moeten verhuizen naar landen waar energie goedkoper blijft. Grootgebruikers die een alternatieve leverancier zoeken lopen tegen een dichte deur; geen energiebedrijf neemt nog nieuwe klanten aan.

### Voedselcrisis
Aardgas is een hoofdbestanddeel bij de productie van meststoffen. De ontwikkeling van synthetische stikstofmeststoffen heeft de groei van de wereldbevolking in de tweede helft van de 20e eeuw aanzienlijk ondersteund — naar schatting wordt momenteel bijna de helft van de wereldbevolking gevoed middels het gebruik van synthetische stikstofmeststoffen.
De landbouw en de levensmiddelenindustrieën gebruiken energie voor verschillende doeleinden. Het directe energieverbruik omvat elektriciteit voor geautomatiseerde irrigatie, brandstofverbruik voor landbouwmachines en energie die nodig is in de verschillende stadia van voedselverwerking, verpakking, vervoer en distributie. Het gebruik van bestrijdingsmiddelen en minerale meststoffen leidt tot grote hoeveelheden indirect energieverbruik, aangezien de productie van deze grondstoffen zeer energie-intensief is.
Hoewel het energieverbruik aanzienlijk varieert per regio – afhankelijk van factoren zoals weersomstandigheden en gewassoorten – kunnen directe en indirecte energiekosten in geavanceerde economieën zoals die van de Verenigde Staten 40 tot 50% van de totale variabele kosten van de teelt uitmaken. Hogere energie- en meststofprijzen betekenen dan ook onvermijdelijk hogere productiekosten, die doorgerekend worden in hogere voedselprijzen.
Vele landen in Afrika en Azië worden – in verband met de Russisch-Oekraïense Oorlog – tevens getroffen door de blokkeringen van de Oekraïense graanexport.

### Energietransitie
Afgezien van de inflatoire druk heeft de energiecrisis van 2021/22 ook het gebruik van steenkool bij de energieproductie wereldwijd doen toenemen. Bij de verbranding van steenkool of aardolieproducten worden echter aanzienlijk grotere hoeveelheden koolstofdioxide (CO2) en luchtverontreinigende stoffen uitgestoten dan bij de verbranding van aardgas. De terugkeer naar steenkool vertraagt de overgang naar groenere en duurzame energiebronnen.

### Overheidsfinanciën
Deze energiecrisis heeft effect op de overheidsfinanciën, zowel aan inkomsten- als uitgavenzijde.

### Energiearmoede
De hoge gasprijzen leidden ook tot meer energiearmoede, met rantsoenering van het elektriciteitsverbruik in landen als Bangladesh, en sterke prijsstijgingen in West-Europa.
Ook in Nederland was de situatie bijzonder nijpend, met huishoudens die substantieel meer betaalden voor energie vergeleken met de rest van Europa. Volgens gegevens van de Household Energy Price Index (HEPI) voor juni 2022, betaalden Nederlandse huishoudens bijna twee keer zoveel voor gas en lagen de stroomprijzen vijftien procent boven het Europese gemiddelde.

### Inflatie
De gestegen energieprijzen leidden tot een inflatie door hogere prijzen. Die bleken echter niet zozeer het gevolg te zijn van gestegen lonen in een loon-prijsspiraal, maar eerder van hogere winsten, in een “winst-prijsspiraal, spottend ook wel “graaiflatie” genoemd.